# 硬鉛
硬鉛（こうえん）とは鉛合金の一種。鉛に1-12%のアンチモンを加えることで、鉛の耐食性を保ちつつ硬度を高めた合金。補助的な役割としてスズや銅も使われる。

## 用途
工業用用途として硬鉛板・硬鉛管・硬鉛鋳物として加工されるが、含有するアンチモンのパーセンテージによって用途は変わり、アンチモン1%以下は鉛管，1～3%はケーブル鉛被，3～4%は鉛蓄電池の電極などに使用される。砲弾・銃弾の弾芯などに用いられている。

## 歴史
最初の硬鉛はヨハネス・グーテンベルクにより活字合金として開発されたもので、その配合は鉛84％、錫14％、アンチモン4％の割合で配合された。この配合率では融点が240度となった。